# Iván García Cortina
Iván García Cortina (Gijón, Espanha, 20 de novembro de 1995) é um ciclista espanhol, membro da equipa Bahrain Merida. É um rodador, especializado em clássicas e rápido em sprints de grupos reduzidos.

## Palmarés
2016
- 1 etapa da Carreira da Solidariedade e dos Campeões Olímpicos

2019
- 1 etapa do Volta à Califórnia[2]

## Resultados nas Grandes Voltas
Durante a sua carreira desportiva tem conseguido os seguintes postos nas Grandes Voltas, clássicas, campeonatos nacionais, mundiais e europeus.
| Carreira        | 2015 | 2016 | 2017 | 2018 | 2019 |
| --------------- | ---- | ---- | ---- | ---- | ---- |
| Giro d'Italia   | -    | -    | -    | -    | -    |
| Tour de France  | -    | -    | -    | -    | -    |
| Volta a Espanha | -    | -    | 100º | 99º  | -    |